# St. Johannes der Täufer (Vitzenburg)

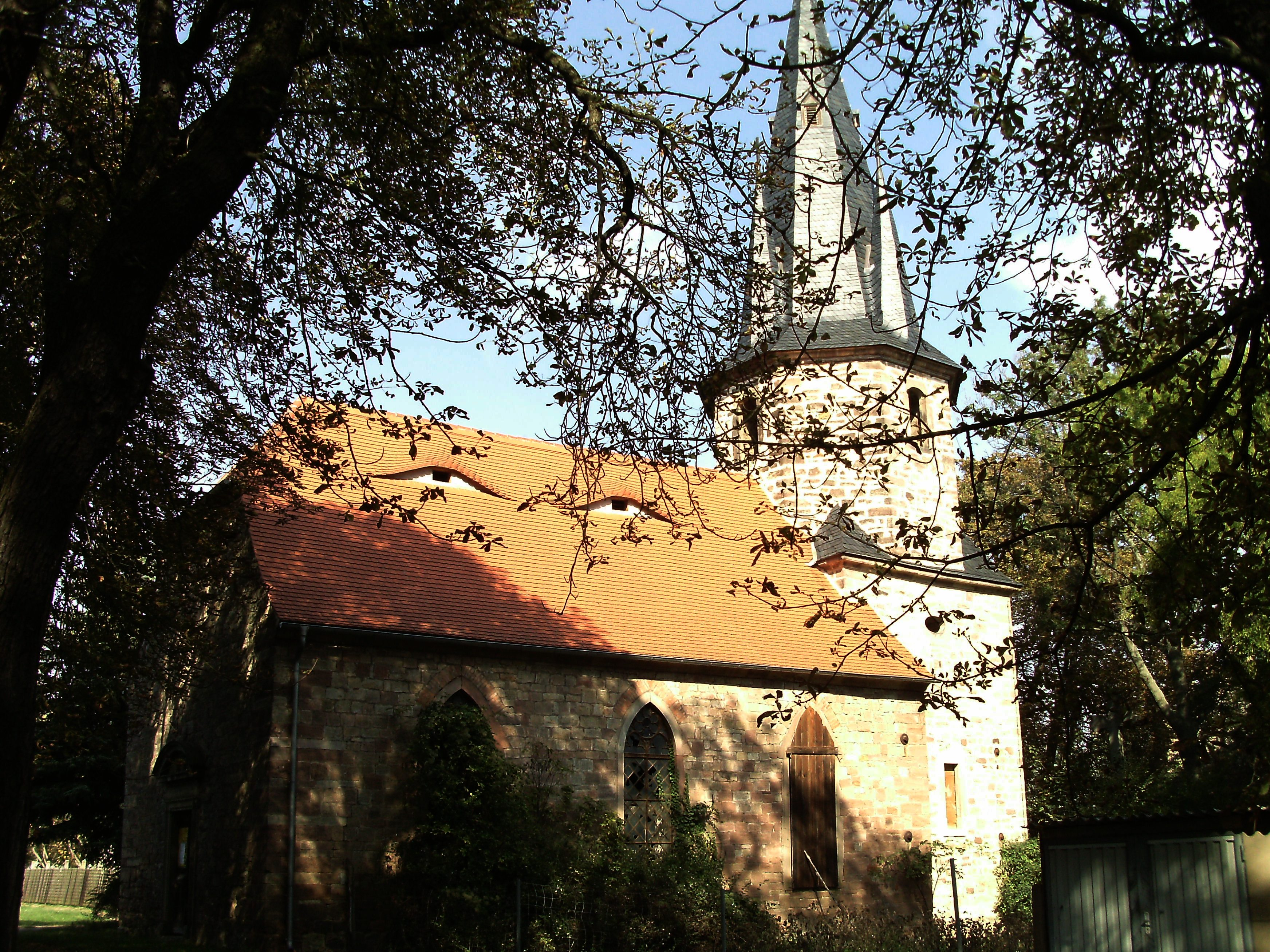
St. Johannes in Vitzenburg

St. Johannes der Täufer ist eine denkmalgeschützte evangelische Kirche im Ortsteil Vitzenburg der Stadt Querfurt in Sachsen-Anhalt. Im örtlichen Denkmalverzeichnis ist sie unter der Erfassungsnummer 094 20973 als Baudenkmal verzeichnet.

## Geschichte
Die Kirche St. Johannes der Täufer befindet sich unter der Adresse Parkstraße in Vitzenburg. Sie ist Johannes dem Täufer geweiht und wird mit diesem Schutzheiligen erstmals im Jahr 1351 als ecclesia Sti. Johannis Baptistae in Urkunden des Klosters Reinsdorf erwähnt. Ursprünglich besaß die Kirche einen mittelalterlichen Turm und ihre Entstehung wird auch deshalb dem Hochmittelalter zugerechnet. In ihrer Anfangszeit war sie die Kirche für die Ortschaften Vitzenburg, Zingst, Pretitz, Weißenschirmbach und Gölbitz. Erst später bekam Weißenschirmbach eine eigene Kirche und bildete mit Gölbitz eine eigene Kirchengemeinde. Aufgrund eines Neubaus des Kirchenschiffs in den Jahren von 1713 bis 1715 hat die Kirche heute eine Ausrichtung von Nordost nach Südwest. Durch diesen Umbau erhielt sie auch ihr teils barockes Aussehen. Dem viereckigen Turm wurde dabei ein achteckiges, barockes Obergeschoss aufgesetzt. Das Kirchenschiff und der Turm wurden 1868 verändert. Der Turm erhielt dabei seine neogotische Haube mit vier Eckhelmen.

## Ausstattung
In der Kirche befindet sich eine Hufeisenempore des 18. Jahrhunderts sowie ein Kanzelaltar aus dem Jahr 1715, wohingegen die Patronatsloge erst Ende des 19. Jahrhunderts eingebaut wurde. In der Sakristei und dem Schiff werden mehrere qualitätvolle Grabmale der Familie Heßler aufbewahrt, die aus dem 18. und 19. Jahrhundert stammen.

### Orgel
Die erste Orgel der Kirche wurde 1718 durch Johann Christoph Mocker II. erbaut, ihr Prospekt ist bis heute erhalten. Die heutige Orgel schuf Wilhelm Rühlmann 1929 mit neun Registern verteilt auf zwei Manualen und Pedal. Das Werk ist heute fast vollständig verloren und schwer geschädigt. Lediglich die Register Flauto Traverso 8' und Hohlflöte 8' sowie einige Prospektpfeifen blieben erhalten. Die Disposition lautet wie folgt:
| I Hauptwerk C–g3 |    |
| Principal        | 8′ |
| Flauto trav.     | 8′ |
| Octave           | 4′ |
| Mixtur III       |    |

| II Oberwerk C–g3 |    |
| Hohlflöte        | 8′ |
| Quintadena       | 8′ |
| Aeoline          | 8′ |
| Nachthorn        | 4′ |

| Pedal C–f1 |     |
| Subbass    | 16′ |

- Koppeln:
  - Normalkoppeln: II/I, I/P, II/P
  - Superoktavkoppeln: II/I

## Glocken
Die zwei Glocken der Kirche schuf Eckhart Kucher/Erfurt im Jahre 1573, Nominale c″ und es″. Die Glocken sind dabei in zwei unterschiedlichen Rippen gegossen, die große in einer Untermollsextrippe. Heute erklingen die beiden wertvollen Glocken nur noch selten und werden an gekröpften Jochen mit Fallklöppeln von Hand geläutet.